# Ellsworth Huntington
Ellsworth Huntington (Galesburg, 1876 – New Haven, 1947) è stato un geografo statunitense.
Docente alla Yale University dal 1907 al 1917, nel 1907 pubblicò il volume The pulse of Asia, frutto dei suoi lunghi viaggi in Oriente.
Convinto sostenitore dell'eugenetica, fu presidente della Società Eugenetica Americana dal 1934 al 1938.